# Tamara Lissitsian
Tamara Nikolaïevna Lissitsian (russe : Тама́ра Никола́евна Лисициа́н ; arménien : Լիսիցյան Թամար Նիկոլայի), née le 3 mars 1923 à Tiflis en RSFS de Transcaucasie (actuelle Tbilissi en Géorgie) et morte le 29 novembre 2009 à Moscou (Russie), est une réalisatrice et scénariste soviétique puis russe.

## Biographie
Elle est née à Tiflis (aujourd'hui Tbilissi) dans la famille de Marfa Ivanovna et Nikolaï Pavlovich Lisitsianov. Du côté paternel, elle est la cousine du célèbre chanteur d'opéra soviétique Pavel Lisitsian (ru). Son père meurt lorsqu'elle a 9 ans et, après sa mort, sa mère l'élève seule. 
En 1939, elle entre au département d'art dramatique de l'Institut de théâtre de Tbilissi et, en 1941, à l'École de théâtre de Moscou (elle termine ses études en 1944-1946). Lorsque la Grande Guerre patriotique éclate, elle demande au comité de Moscou du Komsomol Lénine de l'Union à Alexandre Chélépine de l'envoyer au front. En conséquence, elle est envoyée dans la section de reconnaissance et de sabotage à des fins spéciales sur le front de l'Est, est projetée à l'arrière de l'ennemi et elle se fait capturer. Elle réussit à s'échapper d'un camp de concentration en Ukraine et rejoint un détachement de partisans dans lequel elle participe à des opérations de combat. Au cours de l'une d'entre elles, elle subit une contusion et doit se faire hospitaliser.
Après la guerre, elle épouse Luigi Longo, fils et homonyme d'un des dirigeants du Parti communiste italien (ils se sont rencontrés en 1938 en RSS de Géorgie). Elle vit en Italie pendant plusieurs années et travaille comme chef du département de montage au bureau de représentation de Sovexportfilm. En 1952, avec son mari et son fils, Sandro retourne en Union soviétique, étudie au département de réalisation de l'Académie russe des arts du théâtre (GITIS) et, en 1954, sur les conseils de Vsevolod Poudovkine, elle est transférée à l'atelier de réalisation de Grigori Kozintsev à l'Institut national de la cinématographie (VGIK), dont elle sort diplômée en 1959.
Pour sa thèse de fin d'études, elle réalise son premier long métrage à partir du conte pour enfants Sombrero de Sergueï Mikhalkov. Pendant son stage à Mosfilm, elle rencontre son deuxième mari, le chef opérateur Viktor Listopadov. Après avoir été affectée à Mosfilm, elle s'est occupée du doublage de films étrangers, de la restauration des films Pierre le Grand (1937), Krestiane, Pepo (ru) (1935), Les Tractoristes (1939), Rencontre sur l'Elbe (1949) entre autres. Elle se préparait à réaliser le film Le Conte du temps perdu (1964), mais la direction du studio l'a remplacée par Alexandre Ptouchko. Dans les années 1970 et 1980, elle réalise en tant que réalisatrice plusieurs longs métrages populaires en Union soviétique. Elle est l'auteur de récits dans les épisodes de l'Almanach des voyages cinématographiques. 
Son roman autobiographique Nas lomala voïna… (litt. « La guerre nous a brisés... ») a été publié en 1997 en Italie, et en 2002 et 2005 en Russie.
Membre du Parti communiste de l'Union soviétique (PCUS) depuis 1958, membre de l'Union des directeurs de la photographie de l'URSS (ru) à Moscou.
Elle est décédée le 29 novembre 2009 à Moscou. Elle est enterrée au cimetière Vagankovo. 

## Filmographie
- 1959 — Sombrero (Сомбреро)
- 1961 — Kosmonavt no… ( Космонавт №…) (court métrage)
- 1963 — À l'Est du nouveau[8] (СССР глазами итальянцев / Новое на Востоке, Russia sotto inchiesta), coréalisé avec Leonardo Cortese
- 1969 — Vachou lapou, medved! (ru) (Вашу лапу, медведь!)
- 1973 — Tchipollino (ru)[9] (Чиполлино)
- 1977 — Volchebny golos Djelsomino (ru) (Волшебный голос Джельсомино)
- 1981 — Na Granatovykh ostrovakh (ru) (На Гранатовых островах)
- 1983 — Taïna villy «Greta» (ru) (Тайна виллы «Грета»)
- 1987 — Zagadotchny naslednik (ru) (Загадочный наследник)
- 1991 — Vstretcha s doukhobortsami Kanady (Встреча с духоборцами Канады)

Série d'anthologie Fitil
- 1965 — Kovarstvo i lioubov (Коварство и любовь) (épisode no 42)
- 1968 — Obtchistili (Обчистили) (épisode no 72)